# DDR-Mannschaftsmeisterschaft im Schach 1986
Bei der DDR-Mannschaftsmeisterschaft im Schach 1986 gewann Halle-Neustadt das zehnte Mal die DDR-Mannschaftsmeisterschaft.
Gespielt wurde ein Rundenturnier nach Scheveninger System, wobei jede Mannschaft gegen jede andere jeweils vier Mannschaftskämpfe an acht Brettern austrug. Insgesamt waren es 112 Mannschaftskämpfe, also 896 Partien.

## DDR-Mannschaftsmeisterschaft 1986

### Kreuztabelle der Oberliga (Rangliste)
|   | Verein                 | 1    | 2    | 3    | 4    | 5    | 6    | 7    | 8    | Punkte |
| - | ---------------------- | ---- | ---- | ---- | ---- | ---- | ---- | ---- | ---- | ------ |
| 1 | Buna Halle-Neustadt    |      | 16,5 | 16,0 | 22,0 | 18,5 | 17,5 | 17,0 | 23,5 | 131,0  |
| 2 | Baukombinat Leipzig    | 15,5 |      | 20,0 | 18,5 | 17,0 | 17,0 | 20,0 | 19,0 | 127,0  |
| 3 | Lok Leipzig-Mitte      | 16,0 | 12,0 |      | 14,5 | 19,0 | 18,5 | 17,0 | 19,0 | 116,0  |
| 4 | AdW Berlin             | 10,0 | 13,5 | 17,5 |      | 19,0 | 18,0 | 14,5 | 20,5 | 113,0  |
| 5 | Mikroelektronik Erfurt | 13,5 | 15,0 | 13,0 | 13,0 |      | 15,5 | 18,0 | 24,0 | 112,0  |
| 6 | Post Dresden           | 14,5 | 15,0 | 13,5 | 14,0 | 16,5 |      | 16,5 | 19,5 | 109,5  |
| 7 | Empor HO Berlin        | 15,0 | 12,0 | 15,0 | 17,5 | 14,0 | 15,5 |      | 19,5 | 108,5  |
| 8 | Lok Karl-Marx-Stadt    | 08,5 | 13,0 | 13,0 | 11,5 | 08,0 | 12,5 | 12,5 |      | 079,0  |

### Beste Einzelresultate
Oberhaus (Bretter 1 bis 4, mindestens 17 Partien)
| Spieler              | Verein     | Prozent |
| -------------------- | ---------- | ------- |
| Burkhard Malich      | Halle      | 69,6    |
| Peter Enders         | Erfurt     | 67,9    |
| Rainer Knaak         | BK Leipzig | 67,5    |
| Hans-Ulrich Grünberg | HO Berlin  | 67,4    |
| Wolfgang Uhlmann     | Dresden    | 66,7    |
| Lothar Vogt          | BK Leipzig | 65,9    |
| Uwe Bönsch           | Halle      | 65,8    |

Unterhaus (Bretter 5 bis 8)
| Spieler         | Verein     | Prozent |
| --------------- | ---------- | ------- |
| Heinz Liebert   | Halle      | 69,6    |
| Detlef Neukirch | BK Leipzig | 64,0    |

### Die Meistermannschaft
| 1.            | Halle-Neustadt |
| Schachfiguren | Burkhard Malich, Uwe Bönsch, Artur Hennings, Lutz Espig, Heinz Liebert, Michael Stettler, Anton Csultis, Jens Lang, Michael Becker, Jürgen Mädler |

### DDR-Liga
In Staffel C kamen nur neun Mannschaften in die Wertung, da Cottana Mühlhausen in der Schlussphase der Saison zurückzog.
| Platz | Verein                    | Punkte |
| ----- | ------------------------- | ------ |
| 01    | Rotation Berlin           | 105,0  |
| 02    | Lok Schwerin              | 083,5  |
| 03    | AdW Berlin II             | 080,5  |
| 04    | Schifffahrt/Hafen Rostock | 074,0  |
| 05    | Post Berlin               | 073,5  |
| 06    | Lok Rostock               | 071,5  |
| 07    | Lok Stralsund             | 071,0  |
| 08    | Motor SO Magdeburg II     | 056,5  |
| 09    | Rotation Schwedt          | 055,5  |
| 10    | Medizin Neubrandenburg    | 049,0  |

| Platz | Verein                 | Punkte |
| ----- | ---------------------- | ------ |
| 01    | Lok Brandenburg        | 83,0   |
| 02    | Dynamo Potsdam         | 81,0   |
| 03    | Empor Potsdam          | 78,5   |
| 04    | Buna Halle-Neustadt II | 75,5   |
| 05    | TH Magdeburg           | 74,0   |
| 06    | Lok Stahlbau Dessau    | 72,5   |
| 07    | Aufbau Börde Magdeburg | 70,0   |
| 08    | Motor SO Magdeburg     | 69,5   |
| 09    | Lok Schwerin II        | 63,5   |
| 10    | PH Potsdam             | 52,5   |

| Platz | Verein                    | Punkte |
| ----- | ------------------------- | ------ |
| 1     | Chemie Lützkendorf        | 81,0   |
| 2     | Carl Zeiss Jena           | 69,5   |
| 3     | Mikroelektronik Erfurt II | 66,0   |
| 4     | Baukombinat Leipzig II    | 65,0   |
| 5     | Lok Gera                  | 64,0   |
| 6     | Motor Leipzig-Lindenau    | 64,0   |
| 7     | Motor Suhl                | 64,0   |
| 8     | WBK 67 Halle-Neustadt II  | 62,0   |
| 9     | Chemie IW Ilmenau         | 40,5   |

| Platz | Verein                    | Punkte |
| ----- | ------------------------- | ------ |
| 01    | Greika Greiz              | 85,0   |
| 02    | WBK 67 Halle-Neustadt     | 79,0   |
| 03    | Lok Dresden               | 78,0   |
| 04    | Aktivist Oelsnitz         | 74,0   |
| 05    | Lok Leipzig-Mitte II      | 73,5   |
| 06    | Wismut Aue                | 72,5   |
| 07    | Fortschritt Plauen        | 72,0   |
| 08    | Lok Karl-Marx-Stadt II    | 67,5   |
| 09    | Motor Gohlis Nord Leipzig | 66,0   |
| 10    | Carl Zeiss Jena II        | 52,5   |

| Platz | Verein                              | Punkte |
| ----- | ----------------------------------- | ------ |
| 01    | Aktivist Schwarze Pumpe Hoyerswerda | 91,5   |
| 02    | Rotation Berlin II                  | 91,5   |
| 03    | Post Dresden II                     | 84,5   |
| 04    | Aktivist Brieske-Senftenberg        | 81,5   |
| 05    | Fortschritt Nord Forst              | 78,5   |
| 06    | Halbleiterwerk Frankfurt            | 74,0   |
| 07    | Fortschritt Cottbus                 | 70,0   |
| 08    | Motor Görlitz                       | 51,0   |
| 09    | Vorwärts Kamenz                     | 49,5   |
| 10    | Lok Dresden II                      | 47,0   |

### Aufstiegsspiele zur Oberliga
1. Runde
- Rotation Berlin – Greika Greiz 8½:7½
- Chemie Lützkendorf – Lok Brandenburg 9:7

Aktivist Schwarze Pumpe Hoyerswerda verzichtete auf die Teilnahme an der Aufstiegsrunde.
Finale
- Chemie Lützkendorf – Rotation Berlin 9½:6½

Nach dem gewonnenen Aufstiegsspiel verzichtete Lützkendorf auf das Startrecht in der Oberliga, so dass Rotation Berlin dorthin aufrückte.

## DDR-Mannschaftsmeisterschaft der Frauen 1986

### Oberliga
AdW Berlin wurden am Ende der Saison 4½ Punkte wegen eines Nichtantretens abgezogen.
| Platz | Verein                    | Punkte |
| ----- | ------------------------- | ------ |
| 1     | Buna Halle-Neustadt       | 54,0   |
| 2     | AdW Berlin                | 48,5   |
| 3     | Motor Leipzig-Lindenau    | 44,0   |
| 4     | Motor Gohlis Nord Leipzig | 43,5   |
| 5     | Chemie Guben              | 38,5   |
| 6     | Motor Weimar              | 37,5   |
| 7     | PH Potsdam                | 34,0   |
| 8     | Post Dresden              | 31,5   |

### DDR-Liga
| Platz | Verein               | Punkte |
| ----- | -------------------- | ------ |
| 1     | TH Magdeburg         | 46,5   |
| 2     | WBK Berlin           | 33,0   |
| 3     | Chemie Buna Schkopau | 31,5   |
| 4     | Medizin Görlitz      | 31,0   |
| 5     | Rotation Schwedt     | 23,0   |
| 6     | Wissenschaft Halle   | 15,0   |

| Platz | Verein                    | Punkte |
| ----- | ------------------------- | ------ |
| 1     | Chemie IW Ilmenau         | 39,0   |
| 2     | Metall Gera               | 35,5   |
| 3     | TSG Wittenberg            | 33,5   |
| 4     | Motor Liebertwolkwitz     | 27,5   |
| 5     | Motor Leipzig-Lindenau II | 22,0   |
| 6     | WBK Berlin II             | 19,5   |

### Regionalliga
Ergebnisse und Tabellen der Regionalliga liegen nicht vor. Folgende Mannschaften waren für die Saison angekündigt:
- Staffel I: BVK Berlin, Rotation Berlin, Pionierhaus Luckenwalde, Aufbau Rüdersdorf, BVK Berlin II, Vorwärts Stallberg, Rotation Schwedt II
- Staffel II: Metall Gera II, Buna Halle-Neustadt II, Lok Halle, Lok Naumburg, ISG Apolda, Motor Weimar II, Einheit Bad Salzungen
- Staffel III: Wissenschaft Rodewisch, Eintracht Seiffen, Aktivist Schwarze Pumpe Hoyerswerda, Stahl Lugau, Post Karl-Marx-Stadt, Lok Karl-Marx-Stadt

## Jugendmeisterschaften
| Altersklasse       | männlich     | weiblich            |
| ------------------ | ------------ | ------------------- |
| Altersklasse 9/10  | Turm Leipzig | Buna Halle-Neustadt |
| Altersklasse 11/12 | Post Dresden | Buna Halle-Neustadt |
| Altersklasse 13/14 | Post Dresden | Post Dresden        |
| Altersklasse 15/18 | AdW Berlin   | Post Dresden        |